# Тостао (монета)

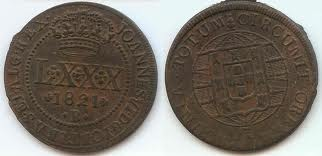
Изображение бразильского тостао 1821 года

Тостао (порт. Tostão) — название португальской и бразильской монеты.
Впервые были выпущены при португальском короле Мануэле I (1495—1521), как подражание распространённой торговой монете тестону. В отличие от своих прообразов, получивших название от итал. testa — голова, из-за их характерного вида содержащего изображение монарха, на аверсе португальских тостао располагался герб государства, а на реверсе крест. В то же время новые монеты появились на фоне сложившейся монетной системы. Тостао являлись кратными 100 реалам. Первые тостао весили 9,96 г при содержании 9,13 г чистого серебра. Впоследствии монеты многократно подвергались порче. Так в 1555 году тостао весили 8,83 г при содержании 8,09 г чистого серебра, через 100 лет — 5,74 г (5,26 г чистого серебра), в 1700 году — 3,46 г (3,17 г чистого серебра), а в 1830 г — 2,95 г (2,7 г чистого серебра). С 1854 г вес тостао составлял только 2,5 г при содержании 2,29 г чистого серебра.
Последние монеты номиналом в 1000 реалов, которые также обозначают как 10 тостао, были отчеканены при последнем короле Португалии Мануэле II в 1910 году.
Тостао также чеканили и использовали в заморских владениях Португалии, таких как Азорские острова и Бразилия.